# کوناشی

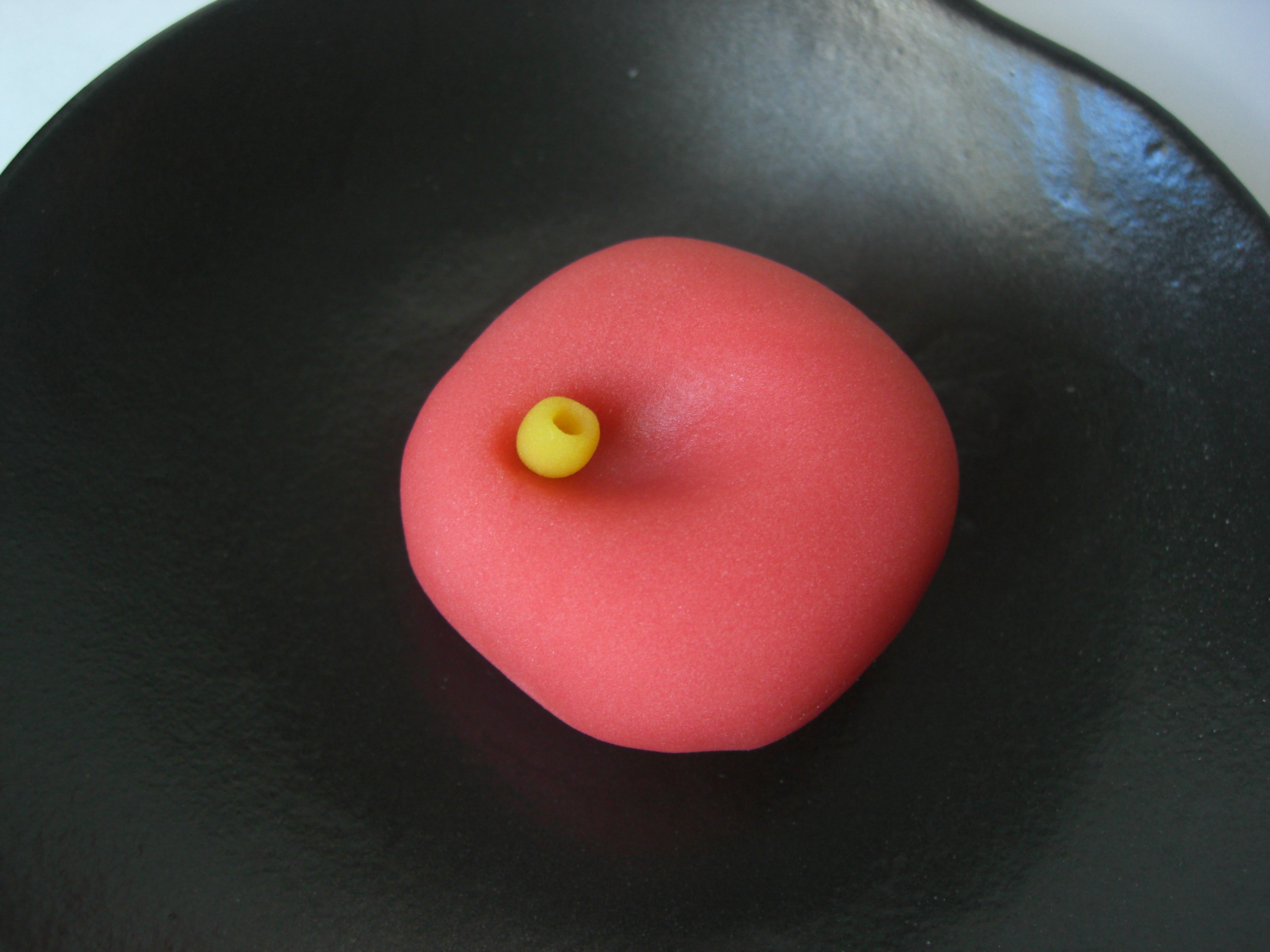
کوناشی

کوناشی (به ژاپنی: 葛粉 konashi) یک نوع واگاشی یا شیرینی سنتی ژاپنی است که ماده اصلی آن شیروآن (پوره لوبیای سفید) است و شکر و آرد گندم به آن افزوده شده و سپس بخارپز می‌شود.